# Torneo Federal A 2025
Il Torneo Federal A 2025 è la 13ª edizione del campionato di terza divisione argentino riservato alle squadre indirettamente affiliate alla AFA.
Al torneo, che ha preso avvio il 14 marzo 2025 e si concluderà nel dicembre dello stesso anno, prendono parte 38 squadre.

## Stagione

### Novità

#### Neopromosse
Sono 6 le nuove squadre che partecipano a questa edizione del Torneo Federal A:
- Costa Brava (GP) (promosso dal Torneo Regional Federal Amateur - al debutto nella categoria)
- Gimnasia (C) (promosso dal Torneo Regional Federal Amateur - al debutto nella categoria)
- Ben Hur (promosso dal Torneo Regional Federal Amateur - ultima partecipazione nella stagione 2009-2010)
- Bartolomé Mitre (promosso dal Torneo Regional Federal Amateur - ultima partecipazione nella stagione 1994-1995)
- Guillermo Brown (retrocesso dalla Primera B Nacional - ultima partecipazione nella stagione 2014)
- Atlético Rafaela (retrocesso dalla Primera B Nacional - ultima partecipazione nella stagione 1988-1989)

Nella stagione 2024, il Deportivo Camioneros schierava ben due squadre, la prima partecipante al Torneo Federal A, mentre l'altra al Torneo Promocional Amateur (quarta categoria riservata alle squadre direttamente affiliate alla AFA). Avendo vinto quest'ultimo campionato e ottenuto la promozione in Primera C, il Camioneros si è trovato nella condizione di dover scegliere quale torneo disputare, data l'impossibilità di poter avere due squadre partecipanti entrambe a tornei professionistici (secondo lo statuto della AFA). Con il comunicato del Consejo Federal della AFA del 16 dicembre 2024, l'organismo organizzatore del Torneo Federal A ha dichiarato ufficialmente la rinuncia a partecipare a questo campionato da parte del Camioneros, che ha scelto di partecipare alla Primera C.

### Formato
Il torneo è strutturato in una Primera fase, che vede la partecipazione di tutte le squadre, e quindi una successiva Secunda fase (e successive), a cui hanno accesso soltanto le squadre che si sono qualificate, mentre le escluse sono ripescate nella cosiddetta Reválida, quest'ultima con la finalità di determinare la squadra con il diritto di disputare a fine stagione uno spareggio promozione. Al termine del campionato, saranno 2 le squadre promosse in Primera B Nacional, mentre 4 squadre retrocederanno nel Torneo Regional Federal Amateur.

#### Primera fase
Nella Primera fase le 38 squadre partecipanti sono state divise in 4 gironi (determinati secondo un criterio geografico), due da 10 squadre e due da 9 squadre ognuno. Ogni squadra ha affrontato le avversarie del proprio girone in un torneo con partite di andata e ritorno. Nel caso delle zone da 10 squadre (Zona 1 e Zona 2), le squadre che si sono classificate tra la 1ª e la 5ª posizione sono passate alla Segunda fase; nel caso delle zone da 9 squadre (Zona 3 e Zona 4), si sono qualificate alla Segunda fase le squadre classificate tra la 1ª e la 4ª posizione. Le squadre non qualificate sono invece passate alla Primera etapa della Reválida.

#### Segunda fase
Le 18 squadre qualificate nella Segunda fase vengono raggruppate in due gruppi da 9 squadre ognuno: la Zona A è composta delle 5 squadre classificate dalla Zona 1 con le 4 squadre classificate dalla Zona 2; la Zona B viene composta dalle 4 squadre classificate dalla Zona 3 e dalla Zona 4, insieme alla 5ª classificata della Zona 2. Ogni squadra affronta le rispettive avversarie in un girone di sola andata. Le prime 4 squadre classificate di ogni girone si qualificano alla Tercera fase, mentre le restanti passano a disputare la Segunda etapa della Reválida.

#### Tercera fase
Le 8 squadre qualificate nella Tercera fase vengono accoppiate tra loro e si affrontano in una sfida ad eliminazione diretta con partite di andata e ritorno. Gli accoppiamenti sono determinati sulla base della loro posizione nella classifica della Segunda fase: la 1ª della Zona A contro la 4ª della Zona B, la 2ª della Zona A contro la 3ª della Zona B e così via). Le squadre vincitrici delle loro rispettive sfide accedono alla Cuarta fase, mentre le squadre sconfitte passano a disputare la Tercera etapa della Reválida.

#### Cuarta fase
Le 4 squadre qualificate dalla Tercera fase vengono accoppiate tra loro, disputando una sfida con gare di andata e ritorno. Le 2 squadre vincitrici accedono alla Cuinta fase, mentre le 2 sconfitte passano a disputare la Cuarta etapa della Reválida.

#### Quinta fase
Le 2 squadre vincitrici della Cuarta fase ottengono l'accesso alla Quinta fase, che svolge le funzioni di finale del campionato. La gara si disputa in gara unica e in campo neutro. La squadra vincitrice viene proclamata campione del Torneo Federal A 2025 e ottiene la promozione diretta in Primera B Nacional. La squadra sconfitta dalla finale passa a disputare la e hanno ottenuto l'accesso alla finale in gara unica e in campo neutro. La squadra vincitrice ha ottenuto il diritto alla promozione in Primera B Nacional, mentre la squadra sconfitta è passata a disputare la Quinta etapa della Reválida.

#### Reválida
- Primera etapa – Le 20 squadre che non si sono qualificate alla Segunda fase sono state raggruppate in due gironi da 10 squadre ognuno: la Zona A composta dalle squadre provenienti dalla Zona 1 e dalla Zona 2; la Zona B composta dalle squadre provenienti dalla Zona 3 e Zona 4. Ogni squadra affronta le rispettive avversarie della zona di appartenenza in un girone di sola andata. Le squadre classificatesi tra la 1ª e la 6ª posizione di ogni girone ottengono l'accesso alla Segunda etapa.
- Segunda etapa – Le 12 squadre qualificate dalla Primera etapa, insieme alle 14 squadre provenienti dalla Segunda fase, vengono accoppiate per realizzare delle sfide ad eliminazione diretta, con gare di andata e ritorno. Le 13 squadre vincitrici di ogni rispettivo incontro si qualificano alla Tercera etapa della Reválida.
- Tercera etapa – Le 13 squadre qualificate dalla Segunda etapa, insieme alle 2 squadre provenienti dalla Cuarta fase e la squadra sconfitta nella finale del campionato, vengono accoppiate per determinare sfide ad eliminazione diretta con gare di andata e ritorno. Le squadre vincitrici di ogni rispettivo incontro ottengono l'accesso alla Cuarta fase della Reválida.
- Cuarta fase – Le 8 squadre qualificate dalla Tercera etapa vengono accoppiate per determinare le sfide ad eliminazione diretta con gare di andata e ritorno. Le squadre vincitrici di ogni rispettivo incontro ottengono l'accesso alla Quinta fase della Reválida.
- Quinta etapa – Le 4 squadre qualificate dalla Cuarta fase vengono accoppiate per determinare le sfide ad eliminazione diretta con gare di andata e ritorno. Le 2 squadre vincitrici si qualificano per la Sexta etapa della Reválida.
- Sexta etapa – Le 2 squadre qualificate dalla Quinta etapa si affrontano in una sfida con gare di andata e ritorno. La squadra vincitrice della sfida ottiene la promozione diretta in Primera B Nacional.

### Retrocessioni
Dopo la disputa della Primera fase, viene stilata una classifica che tiene conto del punteggio ottenuto da ogni squadra passata a disputare la Primera etapa della Reválida. Le ultime 2 squadre con la peggior media punti (promedio) in classifica retrocedono nel Torneo Regional Federal Amateur.

### Qualifica allaCopa Argentina2026
Non sono ancora stati determinati i criteri di qualificazione per la Copa Argentina 2026.

## Squadre partecipanti

### Zona 1
| Club             | Città                       | Stadio                               | Lega regionale di provenienza |
| ---------------- | --------------------------- | ------------------------------------ | ----------------------------- |
| Cipolletti       | Cipolletti                  | Estadio La Visera de Cemento         | Liga Deportiva Confluencia    |
| Círculo Dep. (O) | Comandante Nicanor Otamendi | Estadio Guillermo Trama              | Liga Marplatense              |
| Dep. Rincón      | Rincón de los Sauces        | Estadio Elías Moisés Gómez           | Liga del Neuquén              |
| Germinal         | Rawson                      | Estadio El Fortín                    | Liga del Valle del Chubut     |
| Guillermo Brown  | Puerto Madryn               | Estadio Raúl Conti                   | Liga del Valle del Chubut     |
| Kimberley (MdP)  | Mar del Plata               | Estadio José Alberto Valle           | Liga Marplatense              |
| Olimpo           | Bahía Blanca                | Estadio Roberto Natalio Carminatti   | Liga del Sur                  |
| Santamarina      | Tandil                      | Estadio Municipal General San Martín | Liga del Sur                  |
| Sol de Mayo (V)  | Viedma                      | Estadio Sol de Mayo                  | Liga Rionegrina               |
| Villa Mitre      | Bahía Blanca                | Estadio El Fortín                    | Liga del Sur                  |

### Zona 2
| Club              | Città                 | Stadio                                | Lega regionale di provenienza |
| ----------------- | --------------------- | ------------------------------------- | ----------------------------- |
| Argentino (MM)    | Monte Maíz            | Estadio Modesto Marrone               | Liga Beccar Varela            |
| Atenas (RC)       | Río Cuarto            | Estadio 9 de julio                    | Liga Regional de Río Cuarto   |
| Ciudad de Bolívar | San Carlos de Bolívar | Estadio Municipal Eva Perón           | Liga Pehuajense               |
| Costa Brava (GP)  | General Pico          | Estadio Nuevo Pacaembú                | Liga Pampeana                 |
| Gutiérrez (M)     | General Gutiérrez     | Estadio General Gutiérrez             | Liga Mendocina                |
| Huracán (LH)      | Las Heras             | Estadio General San Martín            | Liga Mendocina                |
| Juv. Unida (SL)   | San Luis              | Estadio Mario Sebastián Diez          | Liga Sanluiseña               |
| San Martín (M)    | San Martín            | Estadio Libertador General San Martín | Liga Mendocina                |
| Estudiantes (SL)  | San Luis              | Estadio Héctor Odicino-Pedro Benoza   | Liga Sanluiseña               |

### Zona 3
| Club              | Città                  | Stadio                        | Lega regionale di provenienza  |
| ----------------- | ---------------------- | ----------------------------- | ------------------------------ |
| 9 de Julio (R)    | Rafaela                | Estadio Germán Solterman      | Liga Rafaelina                 |
| Ben Hur           | Rafaela                | Estadio Néstor Zenklusen      | Liga Rafaelina                 |
| Defensores (VR)   | Villa Ramallo          | Estadio Salomón Boeseldín     | Liga Nicoleña                  |
| Douglas Haig      | Pergamino              | Estadio Miguel Morales        | Liga de Pergamino              |
| El Linqueño       | Lincoln                | Estadio Leonardo Costa        | Liga de Lincoln                |
| Gimnasia (C)      | Chivilcoy              | Estadio José María Paz        | Liga Chivilcoyana              |
| Gimnasia (CdU)    | Concepción del Uruguay | Estadio Manuel y Ramón Núñez  | Liga de Concepción del Uruguay |
| Independiente (C) | Chivilcoy              | Estadio Raúl Orlando Lungarzo | Liga Chivilcoyana              |
| Sp. Belgrano (SF) | San Francisco          | Estadio Oscar Carlos Boero    | Liga de San Francisco          |
| Sp. Las Parejas   | Las Parejas            | Estadio 4 de Septiembre       | Liga Cañadense                 |

### Zona 4
| Club               | Città       | Stadio                              | Lega regionale di provenienza |
| ------------------ | ----------- | ----------------------------------- | ----------------------------- |
| Atlético Rafaela   | Rafaela     | Estadio Nuevo Monumental            | Liga Rafaelina                |
| Bartolomé Mitre    | Posadas     | Estadio Ernesto Tito Cucchiaroni    | Liga Posadeña                 |
| Boca Unidos        | Corrientes  | Estadio Leoncio Benítez             | Liga Correntina               |
| Crucero (M)        | Posadas     | Estadio Comandante Andrés Guacurarí | Liga Posadeña                 |
| Juv. Antoniana     | Salta       | Estadio Padre Ernesto Martearena    | Liga Salteña                  |
| Sarmiento (LB)     | La Banda    | Estadio Ciudad de La Banda          | Liga Santiagueña              |
| Sarmiento (R)      | Resistencia | Estadio Centenario                  | Liga Chaqueña                 |
| San Martín (F)     | Formosa     | Estadio 17 de Octubre               | Liga Formoseña                |
| Sol de América (F) | Formosa     | Estadio Sol de América              | Liga Formoseña                |

## Primera fase
Nella Primera fase tutte le 38 squadre partecipanti sono state divise in 4 gruppi (determinati secondo un criterio geografico), due da 10 squadre e due da 9 squadre ognuno. Ogni squadra ha affrontato le avversarie del proprio girone in un torneo con partite di andata e ritorno. Nel caso delle zone da 10 squadre, le squadre che classificate tra la 1ª e la 5ª posizione sono passate alla Segunda fase; nel caso delle zone da 9 squadre, si sono qualificate alla Segunda fase le squadre classificate tra la 1ª e la 4ª posizione. Le squadre non qualificate sono invece alla Primera etapa della Reválida.

### Zona 1

#### Classifica
| Pos. | Squadra          | Pt | G  | V  | N | P  | GF | GS | DR  |
| ---- | ---------------- | -- | -- | -- | - | -- | -- | -- | --- |
| 1.   | Cipolletti       | 40 | 18 | 13 | 1 | 4  | 31 | 13 | 18  |
| 2.   | Villa Mitre      | 35 | 18 | 10 | 5 | 3  | 22 | 9  | 13  |
| 3.   | Olimpo           | 26 | 18 | 7  | 5 | 6  | 19 | 15 | 4   |
| 4.   | Kimberley (MdP)  | 26 | 18 | 7  | 5 | 6  | 17 | 13 | 4   |
| 5.   | Dep. Rincón      | 26 | 18 | 8  | 2 | 8  | 22 | 20 | 2   |
| 6.   | Círculo Dep. (O) | 23 | 18 | 7  | 2 | 9  | 17 | 21 | −4  |
| 7.   | Guillermo Brown  | 21 | 18 | 6  | 3 | 9  | 19 | 29 | −10 |
| 8.   | Santamarina      | 20 | 18 | 4  | 8 | 6  | 18 | 22 | −4  |
| 9.   | Sol de Mayo (V)  | 17 | 18 | 4  | 5 | 9  | 16 | 27 | −11 |
| 10.  | Germinal (R)     | 16 | 18 | 4  | 4 | 10 | 16 | 28 | −12 |

Legenda
      Squadre qualificate alla Segunda fase.
      Squadre qualificate alla Primera etapa della Reválida.
Note
Fonte: Solo Ascenso
3 punti per la vittoria, 1 punto per il pareggio.
A parità di punti, valgono i seguenti criteri: 1) Spareggio (solo per determinare la vincente del campionato; 2) differenza reti; 3) gol fatti; 4) punti negli scontri diretti; 5) differenza reti negli scontri diretti; 6) gol fatti negli scontri diretti.

#### Risultati

##### Girone di andata
| Ramón Santamarina | 1 - 1 | Villa Mitre       | 15.3.2025 | Círculo Deportivo | 2 - 2 | Ramón Santamarina | 19.3.2025 | Olimpo            | 0 - 0 | Villa Mitre       | 29.3.2025 |
| Deportivo Rincón  | 1 - 0 | Cipolletti        | 15.3.2025 | Kimberley         | 0 - 1 | Deportivo Rincón  | 22.3.2025 | Ramón Santamarina | 0 - 1 | Kimberley         | 30.3.2025 |
| Kimberley         | 0 - 1 | Círculo Deportivo | 16.3.2025 | Sol de Mayo       | 3 - 2 | Cipolletti        | 23.3.2025 | Germinal          | 2 - 5 | Círculo Deportivo | 30.3.2025 |
| Germinal          | 1 - 2 | Guillermo Brown   | 16.3.2025 | Guillermo Brown   | 0 - 1 | Olimpo            | 23.3.2025 | Cipolletti        | 4 - 0 | Guillermo Brown   | 30.3.2025 |
| Olimpo            | 1 - 1 | Sol de Mayo       | 16.4.2025 | Villa Mitre       | 2 - 0 | Germinal          | 23.3.2025 | Deportivo Rincón  | 2 - 0 | Sol de Mayo       | 30.3.2025 |

| Círculo Deportivo | 0 - 1 | Olimpo           | 5.4.2025 | Sol de Mayo      | 0 - 3 | Villa Mitre       | 12.4.2025 | Kimberley         | 1 - 0 | Cipolletti       | 20.4.2025 |
| Ramón Santamarina | 1 - 0 | Deportivo Rincón | 6.4.2025 | Olimpo           | 2 - 1 | Kimberley         | 12.4.2025 | Círculo Deportivo | 1 - 0 | Sol de Mayo      | 20.4.2025 |
| Guillermo Brown   | 3 - 1 | Sol de Mayo      | 6.4.2025 | Deportivo Rincón | 3 - 4 | Guillermo Brown   | 13.4.2025 | Germinal          | 0 - 3 | Deportivo Rincón | 20.4.2025 |
| Villa Mitre       | 0 - 2 | Cipolletti       | 6.4.2025 | Cipolletti       | 2 - 0 | Círculo Deportivo | 13.4.2025 | Villa Mitre       | 2 - 1 | Guillermo Brown  | 20.4.2025 |
| Kimberley         | 0 - 0 | Germinal         | 7.4.2025 | Germinal         | 1 - 1 | Ramón Santamarina | 13.4.2025 | Ramón Santamarina | 1 - 1 | Olimpo           | 20.4.2025 |

| Deportivo Rincón | 0 - 2 | Villa Mitre       | 26.4.2025 | Ramón Santamarina | 0 - 1 | Sol de Mayo      | 4.5.2025 | Guillermo Brown  | 1 - 4 | Ramón Santamarina | 11.5.2025 |
| Guillermo Brown  | 0 - 1 | Círculo Deportivo | 27.4.2025 | Kimberley         | 1 - 1 | Guillermo Brown  | 4.5.2025 | Deportivo Rincón | 1 - 0 | Círculo Deportivo | 11.5.2025 |
| Sol de Mayo      | 1 - 2 | Kimberley         | 27.4.2025 | Germinal          | 0 - 1 | Cipolletti       | 4.5.2025 | Sol de Mayo (V)  | 1 - 1 | Germinal          | 11.5.2025 |
| Olimpo           | 1 - 2 | Germinal          | 27.4.2025 | Círculo Deportivo | 1 - 0 | Villa Mitre      | 4.5.2025 | Villa Mitre      | 1 - 0 | Kimberley         | 11.5.2025 |
| Cipolletti       | 3 - 0 | Ramón Santamarina | 27.4.2025 | Olimpo            | 2 - 1 | Deportivo Rincón | 4.5.2025 | Cipolletti       | 2 - 1 | Olimpo            | 11.5.2025 |

##### Girone di ritorno
| Guillermo Brown   | 1 - 2 | Germinal          | 18.5.2025 | Ramón Santamarina | 2 - 0 | Círculo Deportivo | 24.5.2025 | Kimberley         | 1 - 1 | Ramón Santamarina | 31.5.2025 |
| Sol de Mayo (V)   | 0 - 0 | Olimpo            | 18.5.2025 | Germinal          | 1 - 1 | Villa Mitre       | 24.5.2025 | Guillermo Brown   | 0 - 1 | Cipolletti        | 1.6.2025  |
| Círculo Deportivo | 0 - 1 | Kimberley         | 18.5.2025 | Deportivo Rincón  | 2 - 2 | Kimberley         | 24.5.2025 | Sol de Mayo (V)   | 2 - 2 | Deportivo Rincón  | 1.6.2025  |
| Cipolletti        | 3 - 0 | Deportivo Rincón  | 18.5.2025 | Olimpo            | 4 - 0 | Guillermo Brown   | 24.5.2025 | Círculo Deportivo | 0 - 1 | Germinal          | 1.6.2025  |
| Villa Mitre       | 3 - 0 | Ramón Santamarina | 18.5.2025 | Cipolletti        | 1 - 0 | Sol de Mayo (V)   | 24.5.2025 | Villa Mitre       | 1 - 0 | Olimpo            | 1.6.2025  |

| Deportivo Rincón | 2 - 0 | Ramón Santamarina | 8.6.2025 | Guillermo Brown   | 1 - 0 | Deportivo Rincón | 14.6.2025 | Cipolletti       | 0 - 2 | Kimberley         | 20.6.2025 |
| Germinal         | 1 - 2 | Kimberley         | 8.6.2025 | Kimberley         | 0 - 1 | Olimpo           | 14.6.2025 | Guillermo Brown  | 2 - 1 | Villa Mitre       | 21.6.2025 |
| Sol de Mayo (V)  | 1 - 0 | Guillermo Brown   | 8.6.2025 | Ramón Santamarina | 1 - 0 | Germinal         | 14.6.2025 | Sol de Mayo (V)  | 4 - 1 | Círculo Deportivo | 21.6.2025 |
| Olimpo           | 1 - 2 | Círculo Deportivo | 8.6.2025 | Villa Mitre       | 1 - 2 | Sol de Mayo (V)  | 15.6.2025 | Deportivo Rincón | 2 - 0 | Germinal          | 22.6.2025 |
| Cipolletti       | 1 - 1 | Villa Mitre       | 8.6.2025 | Círculo Deportivo | 2 - 0 | Cipolletti       | 15.6.2025 | Olimpo           | 1 - 1 | Ramón Santamarina | 23.6.2025 |

| Kimberley         | 3 - 0 | Sol de Mayo (V)  | 28.6.2025 | Guillermo Brown  | 1 - 0 | Kimberley         | 5.7.2025 | Kimberley         | 0 - 0 | Villa Mitre      | 11.7.2025 |
| Ramón Santamarina | 1 - 2 | Cipolletti       | 29.6.2025 | Deportivo Rincón | 1 - 0 | Olimpo            | 5.7.2025 | Germinal          | 3 - 1 | Sol de Mayo (V)  | 13.7.2025 |
| Villa Mitre       | 1 - 0 | Deportivo Rincón | 29.6.2025 | Cipolletti       | 3 - 1 | Germinal          | 5.7.2025 | Círculo Deportivo | 2 - 1 | Deportivo Rincón | 13.7.2025 |
| Círculo Deportivo | 0 - 0 | Guillermo Brown  | 29.6.2025 | Sol de Mayo (V)  | 0 - 0 | Ramón Santamarina | 6.7.2025 | Olimpo            | 1 - 2 | Cipolletti       | 13.7.2025 |
| Germinal          | 0 - 1 | Olimpo           | 9.7.2025  | Villa Mitre      | 1 - 0 | Círculo Deportivo | 6.7.2025 | Ramón Santamarina | 2 - 2 | Guillermo Brown  | 13.7.2025 |

### Zona B

#### Classifica
| Pos. | Squadra           | Pt | G  | V | N | P  | GF | GS | DR  |
| ---- | ----------------- | -- | -- | - | - | -- | -- | -- | --- |
| 1.   | Ciudad de Bolívar | 31 | 16 | 9 | 4 | 3  | 24 | 9  | 15  |
| 2.   | Costa Brava (GP)  | 30 | 16 | 8 | 6 | 2  | 17 | 7  | 10  |
| 3.   | Atenas (RC)       | 25 | 16 | 8 | 1 | 7  | 17 | 14 | 3   |
| 4.   | Argentino (MM)    | 23 | 16 | 6 | 5 | 5  | 15 | 16 | −1  |
| 5.   | San Martín (M)    | 21 | 16 | 6 | 3 | 7  | 19 | 19 | 0   |
| 6.   | Huracán (LH)      | 21 | 16 | 6 | 3 | 7  | 15 | 20 | −5  |
| 7.   | Juv. Unida (SL)   | 20 | 16 | 4 | 8 | 4  | 14 | 13 | 1   |
| 8.   | Estudiantes (SL)  | 18 | 16 | 4 | 6 | 6  | 13 | 14 | −1  |
| 9.   | Gutiérrez (M)     | 8  | 16 | 2 | 2 | 12 | 12 | 34 | −22 |

Legenda
      Squadre qualificate alla Segunda fase.
      Squadre qualificate alla Primera etapa della Reválida.
Note
Fonte: Solo Ascenso
3 punti per la vittoria, 1 punto per il pareggio.
A parità di punti, valgono i seguenti criteri: 1) Spareggio (solo per determinare la vincente del campionato; 2) differenza reti; 3) gol fatti; 4) punti negli scontri diretti; 5) differenza reti negli scontri diretti; 6) gol fatti negli scontri diretti.

#### Risultati

##### Girone di andata
| Atenas (RC)               | 0 - 1             | San Martín (SM)              | 14.3.2025         | Juventud Unida Universitario | 1 - 0                     | Gutiérrez                 | 23.3.2025                 | Gutiérrez                            | 5 - 4                                | San Martín (SM)                      | 29.3.2025                            |
| Ciudad de Bolívar         | 3 - 1             | Huracán Las Heras            | 15.3.2025         | Argentino (MM)               | 3 - 0                     | Atenas (RC)               | 23.3.2025                 | Sportivo Estudiantes (SL)            | 0 - 0                                | Ciudad de Bolívar                    | 30.3.2025                            |
| Costa Brava               | 1 - 1             | Juventud Unida Universitario | 15.3.2025         | Huracán Las Heras            | 1 - 0                     | Sportivo Estudiantes (SL) | 23.3.2025                 | Atenas (RC)                          | 1 - 2                                | Huracán Las Heras                    | 30.3.2025                            |
| Sportivo Estudiantes (SL) | 0 - 0             | Argentino (MM)               | 16.3.2025         | San Martín (SM)              | 0 - 0                     | Costa Brava               | 23.3.2025                 | Costa Brava                          | 3 - 0                                | Argentino (MM)                       | 30.3.2025                            |
| Riposa: Gutiérrez         | Riposa: Gutiérrez | Riposa: Gutiérrez            | Riposa: Gutiérrez | Riposa: Ciudad de Bolívar    | Riposa: Ciudad de Bolívar | Riposa: Ciudad de Bolívar | Riposa: Ciudad de Bolívar | Riposa: Juventud Unida Universitario | Riposa: Juventud Unida Universitario | Riposa: Juventud Unida Universitario | Riposa: Juventud Unida Universitario |

| Ciudad de Bolívar                 | 2 - 0                             | Atenas (RC)                       | 5.4.2025                          | Gutiérrez                    | 0 - 1                   | Huracán Las Heras         | 12.4.2025               | Ciudad de Bolívar         | 4 - 0               | Gutiérrez                    | 18.4.2025           |
| San Martín (SM)                   | 1 - 1                             | Juventud Unida Universitario      | 6.4.2025                          | Costa Brava                  | 1 - 1                   | Ciudad de Bolívar         | 12.4.2025               | Sportivo Estudiantes (SL) | 2 - 0               | Costa Brava                  | 20.4.2025           |
| Argentino (MM)                    | 1 - 0                             | Gutiérrez                         | 6.4.2025                          | Juventud Unida Universitario | 1 - 1                   | Argentino (MM)            | 13.4.2025               | Huracán Las Heras         | 1 - 1               | Juventud Unida Universitario | 20.4.2025           |
| Huracán Las Heras                 | 1 - 1                             | Costa Brava                       | 6.4.2025                          | Atenas (RC)                  | 1 - 0                   | Sportivo Estudiantes (SL) | 13.4.2025               | Argentino (MM)            | 0 - 1               | San Martín (SM)              | 20.4.2025           |
| Riposa: Sportivo Estudiantes (SL) | Riposa: Sportivo Estudiantes (SL) | Riposa: Sportivo Estudiantes (SL) | Riposa: Sportivo Estudiantes (SL) | Riposa: San Martín (SM)      | Riposa: San Martín (SM) | Riposa: San Martín (SM)   | Riposa: San Martín (SM) | Riposa: Atenas (RC)       | Riposa: Atenas (RC) | Riposa: Atenas (RC)          | Riposa: Atenas (RC) |

| San Martín (SM)              | 4 - 0                  | Huracán Las Heras         | 25.4.2025              | Ciudad de Bolívar         | 2 - 1               | San Martín (SM)              | 2.5.2025            | San Martín (SM)              | 0 - 1                     | Sportivo Estudiantes (SL) | 10.5.2025                 |
| Gutiérrez                    | 1 - 3                  | Sportivo Estudiantes (SL) | 26.4.2025              | Huracán Las Heras         | 2 - 1               | Argentino (MM)               | 4.5.2025            | Argentino (MM)               | 1 - 0                     | Ciudad de Bolívar         | 11.5.2025                 |
| Juventud Unida Universitario | 0 - 2                  | Ciudad de Bolívar         | 26.4.2025              | Sportivo Estudiantes (SL) | 1 - 1               | Juventud Unida Universitario | 5.5.2025            | Gutiérrez                    | 0 - 1                     | Costa Brava               | 11.5.2025                 |
| Costa Brava                  | 1 - 0                  | Atenas (RC)               | 26.4.2025              | Atenas (RC)               | 4 - 1               | Gutiérrez                    | 5.5.2025            | Juventud Unida Universitario | 1 - 0                     | Atenas (RC)               | 12.5.2025                 |
| Riposa: Argentino (MM)       | Riposa: Argentino (MM) | Riposa: Argentino (MM)    | Riposa: Argentino (MM) | Riposa: Costa Brava       | Riposa: Costa Brava | Riposa: Costa Brava          | Riposa: Costa Brava | Riposa: Huracán Las Heras    | Riposa: Huracán Las Heras | Riposa: Huracán Las Heras | Riposa: Huracán Las Heras |

##### Girone di ritorno
| San Martín (SM)              | 1 - 3             | Atenas (RC)               | 16.5.2025         | Sportivo Estudiantes (SL) | 1 - 1                     | Huracán Las Heras            | 24.5.2025                 | Ciudad de Bolívar                    | 2 - 0                                | Sportivo Estudiantes (SL)            | 31.5.2025                            |
| Argentino (MM)               | 1 - 1             | Sportivo Estudiantes (SL) | 17.5.2025         | Costa Brava               | 1 - 0                     | San Martín (SM)              | 24.5.2025                 | Argentino (MM)                       | 0 - 2                                | Costa Brava                          | 31.5.2025                            |
| Juventud Unida Universitario | 1 - 1             | Costa Brava               | 18.5.2025         | Atenas (RC)               | 0 - 0                     | Argentino (MM)               | 24.5.2025                 | Huracán Las Heras                    | 0 - 2                                | Atenas (RC)                          | 1.6.2025                             |
| Huracán Las Heras            | 2 - 1             | Ciudad de Bolívar         | 18.5.2025         | Gutiérrez                 | 0 - 0                     | Juventud Unida Universitario | 24.5.2025                 | San Martín (SM)                      | 3 - 0                                | Gutiérrez                            | 1.6.2025                             |
| Riposa: Gutiérrez            | Riposa: Gutiérrez | Riposa: Gutiérrez         | Riposa: Gutiérrez | Riposa: Ciudad de Bolívar | Riposa: Ciudad de Bolívar | Riposa: Ciudad de Bolívar    | Riposa: Ciudad de Bolívar | Riposa: Juventud Unida Universitario | Riposa: Juventud Unida Universitario | Riposa: Juventud Unida Universitario | Riposa: Juventud Unida Universitario |

| Costa Brava                       | 1 - 0                             | Huracán Las Heras                 | 7.6.2025                          | Ciudad de Bolívar         | 0 - 0                   | Costa Brava                  | 14.6.2025               | Juventud Unida Universitario | 1 - 0               | Huracán Las Heras         | 22.6.2025           |
| Juventud Unida Universitario      | 3 - 0                             | San Martín (SM)                   | 8.6.2025                          | Sportivo Estudiantes (SL) | 0 - 2                   | Atenas (RC)                  | 15.6.2025               | San Martín (SM)              | 1 - 1               | Argentino (MM)            | 22.6.2025           |
| Gutiérrez                         | 0 - 2                             | Argentino (MM)                    | 8.6.2025                          | Argentino (MM)            | 2 - 1                   | Juventud Unida Universitario | 15.6.2025               | Gutiérrez                    | 1 - 1               | Ciudad de Bolívar         | 22.6.2025           |
| Atenas (RC)                       | 0 - 1                             | Ciudad de Bolívar                 | 8.6.2025                          | Huracán Las Heras         | 0 - 2                   | Gutiérrez                    | 16.6.2025               | Costa Brava                  | 1 - 0               | Sportivo Estudiantes (SL) | 22.6.2025           |
| Riposa: Sportivo Estudiantes (SL) | Riposa: Sportivo Estudiantes (SL) | Riposa: Sportivo Estudiantes (SL) | Riposa: Sportivo Estudiantes (SL) | Riposa: San Martín (SM)   | Riposa: San Martín (SM) | Riposa: San Martín (SM)      | Riposa: San Martín (SM) | Riposa: Atenas (RC)          | Riposa: Atenas (RC) | Riposa: Atenas (RC)       | Riposa: Atenas (RC) |

| Sportivo Estudiantes (SL) | 3 - 1                  | Gutiérrez                    | 28.6.2025              | Juventud Unida Universitario | 1 - 1               | Sportivo Estudiantes (SL) | 6.7.2025            | Ciudad de Bolívar         | 4 - 1                     | Argentino (MM)               | 12.7.2025                 |
| Ciudad de Bolívar         | 1 - 0                  | Juventud Unida Universitario | 28.6.2025              | Gutiérrez                    | 1 - 2               | Atenas (RC)               | 6.7.2025            | Atenas (RC)               | 1 - 0                     | Juventud Unida Universitario | 12.7.2025                 |
| Huracán Las Heras         | 2 - 0                  | San Martín (SM)              | 29.6.2025              | San Martín (SM)              | 1 - 0               | Ciudad de Bolívar         | 6.7.2025            | Costa Brava               | 3 - 0                     | Gutiérrez                    | 13.7.2025                 |
| Atenas (RC)               | 1 - 0                  | Costa Brava                  | 30.6.2025              | Argentino (MM)               | 1 - 0               | Huracán Las Heras         | 6.7.2025            | Sportivo Estudiantes (SL) | 0 - 1                     | San Martín (SM)              | 13.7.2025                 |
| Riposa: Argentino (MM)    | Riposa: Argentino (MM) | Riposa: Argentino (MM)       | Riposa: Argentino (MM) | Riposa: Costa Brava          | Riposa: Costa Brava | Riposa: Costa Brava       | Riposa: Costa Brava | Riposa: Huracán Las Heras | Riposa: Huracán Las Heras | Riposa: Huracán Las Heras    | Riposa: Huracán Las Heras |

### Zona 3

#### Classifica
| Pos. | Squadra           | Pt | G  | V | N | P | GF | GS | DR |
| ---- | ----------------- | -- | -- | - | - | - | -- | -- | -- |
| 1.   | Gimnasia (C)      | 30 | 18 | 7 | 9 | 2 | 17 | 14 | 3  |
| 2.   | Douglas Haig      | 29 | 18 | 7 | 8 | 3 | 18 | 12 | 6  |
| 3.   | Sp. Belgrano (SF) | 27 | 18 | 7 | 6 | 5 | 19 | 12 | 7  |
| 4.   | Independiente (C) | 26 | 18 | 6 | 8 | 4 | 16 | 13 | 3  |
| 5.   | 9 de Julio (R)    | 25 | 18 | 7 | 4 | 7 | 20 | 20 | 0  |
| 6.   | Sp. Las Parejas   | 22 | 18 | 5 | 7 | 6 | 20 | 19 | 1  |
| 7.   | Defensores (VR)   | 20 | 18 | 4 | 8 | 6 | 9  | 14 | −5 |
| 8.   | Gimnasia (CdU)    | 20 | 18 | 5 | 5 | 8 | 14 | 20 | −6 |
| 9.   | El Linqueño       | 19 | 18 | 4 | 7 | 7 | 16 | 20 | −4 |
| 10.  | Ben Hur           | 18 | 18 | 4 | 6 | 8 | 15 | 20 | −5 |

Legenda
      Squadre qualificate alla Segunda fase.
      Squadre qualificate alla Primera etapa della Reválida.
Note
Fonte: Solo Ascenso
3 punti per la vittoria, 1 punto per il pareggio.
A parità di punti, valgono i seguenti criteri: 1) Spareggio (solo per determinare la vincente del campionato; 2) differenza reti; 3) gol fatti; 4) punti negli scontri diretti; 5) differenza reti negli scontri diretti; 6) gol fatti negli scontri diretti.

#### Risultati

##### Girone di andata
| Gimnasia y Esgrima (C) | 1 - 0 | Independiente (C)           | 16.3.2025 | Gimnasia y Esgrima (CdU) | 0 - 0 | Defensores de Belgrano (VR) | 23.3.2025 | Defensores de Belgrano (VR) | 0 - 0 | Independiente (C)        | 30.3.2025 |
| El Linqueño            | 0 - 1 | Gimnasia y Esgrima (CdU)    | 16.3.2025 | Independiente (C)        | 2 - 2 | El Linqueño                 | 23.3.2025 | Gimnasia y Esgrima (C)      | 2 - 1 | Ben Hur                  | 30.3.2025 |
| Sportivo Las Parejas   | 3 - 0 | Ben Hur                     | 16.3.2025 | Douglas Haig             | 0 - 0 | Gimnasia y Esgrima (C)      | 23.3.2025 | 9 de Julio (R)              | 2 - 0 | Gimnasia y Esgrima (CdU) | 30.3.2025 |
| Sportivo Belgrano      | 0 - 0 | Douglas Haig                | 16.3.2025 | Ben Hur                  | 1 - 1 | Sportivo Belgrano           | 23.3.2025 | El Linqueño                 | 2 - 3 | Douglas Haig             | 30.3.2025 |
| 9 de Julio (R)         | 1 - 1 | Defensores de Belgrano (VR) | 16.3.2025 | Sportivo Las Parejas     | 3 - 0 | 9 de Julio (R)              | 26.3.2025 | Sportivo Belgrano           | 3 - 0 | Sportivo Las Parejas     | 30.3.2025 |

| Independiente (C)    | 3 - 0 | Gimnasia y Esgrima (CdU)    | 6.4.2025 | Gimnasia y Esgrima (C)      | 2 - 1 | Sportivo Belgrano    | 13.4.2025 | Gimnasia y Esgrima (C) | 2 - 1 | 9 de Julio (R)              | 20.4.2025 |
| Douglas Haig         | 2 - 0 | Defensores de Belgrano (VR) | 6.4.2025 | Gimnasia y Esgrima (CdU)    | 0 - 0 | Douglas Haig         | 13.4.2025 | Sportivo Las Parejas   | 0 - 0 | Defensores de Belgrano (VR) | 20.4.2025 |
| Sportivo Las Parejas | 0 - 0 | Gimnasia y Esgrima (C)      | 6.4.2025 | Defensores de Belgrano (VR) | 1 - 0 | Ben Hur              | 13.4.2025 | Douglas Haig           | 1 - 1 | Independiente (C)           | 20.4.2025 |
| Ben Hur              | 2 - 0 | El Linqueño                 | 6.4.2025 | El Linqueño                 | 0 - 0 | Sportivo Las Parejas | 13.4.2025 | Ben Hur                | 2 - 0 | Gimnasia y Esgrima (CdU)    | 20.4.2025 |
| Sportivo Belgrano    | 1 - 0 | 9 de Julio (R)              | 7.4.2025 | 9 de Julio (R)              | 0 - 2 | Independiente (C)    | 14.4.2025 | Sportivo Belgrano      | 3 - 1 | El Linqueño                 | 20.4.2025 |

| Defensores de Belgrano (VR) | 2 - 1 | Sportivo Belgrano      | 26.4.2025 | Sportivo Belgrano      | 4 - 0 | Gimnasia y Esgrima (CdU)    | 2.5.2025 | Independiente (C)           | 1 - 2 | Sportivo Belgrano      | 10.5.2025 |
| Gimnasia y Esgrima (CdU)    | 3 - 0 | Sportivo Las Parejas   | 26.4.2025 | Gimnasia y Esgrima (C) | 2 - 1 | Defensores de Belgrano (VR) | 4.5.2025 | Defensores de Belgrano (VR) | 1 - 0 | El Linqueño            | 10.5.2025 |
| Independiente (C)           | 2 - 1 | Ben Hur                | 27.4.2025 | El Linqueño            | 1 - 1 | 9 de Julio (R)              | 4.5.2025 | 9 de Julio (R)              | 2 - 0 | Ben Hur                | 11.5.2025 |
| 9 de Julio (R)              | 0 - 1 | Douglas Haig           | 27.4.2025 | Sportivo Las Parejas   | 0 - 1 | Independiente (C)           | 4.5.2025 | Douglas Haig                | 1 - 0 | Sportivo Las Parejas   | 11.5.2025 |
| El Linqueño                 | 0 - 0 | Gimnasia y Esgrima (C) | 28.4.2025 | Ben Hur                | 3 - 2 | Douglas Haig                | 4.5.2025 | Gimnasia y Esgrima (CdU)    | 2 - 2 | Gimnasia y Esgrima (C) | 11.5.2025 |

##### Girone di ritorno
| Independiente (C)           | 0 - 0 | Gimnasia y Esgrima (C) | 18.5.2025 | El Linqueño                 | 3 - 1 | Independiente (C)        | 24.5.2025 | Independiente (C)        | 0 - 0 | Defensores de Belgrano (VR) | 31.5.2025 |
| Defensores de Belgrano (VR) | 0 - 1 | 9 de Julio (R)         | 18.5.2025 | Defensores de Belgrano (VR) | 1 - 1 | Gimnasia y Esgrima (CdU) | 24.5.2025 | Gimnasia y Esgrima (CdU) | 1 - 0 | 9 de Julio (R)              | 1.6.2025  |
| Gimnasia y Esgrima (CdU)    | 0 - 2 | El Linqueño            | 18.5.2025 | Gimnasia y Esgrima (C)      | 1 - 3 | Douglas Haig             | 24.5.2025 | Douglas Haig             | 1 - 0 | El Linqueño                 | 1.6.2025  |
| Douglas Haig                | 0 - 1 | Sportivo Belgrano      | 18.5.2025 | 9 de Julio (R)              | 4 - 4 | Sportivo Las Parejas     | 24.5.2025 | Sportivo Las Parejas     | 0 - 1 | Sportivo Belgrano           | 1.6.2025  |
| Ben Hur                     | 1 - 1 | Sportivo Las Parejas   | 18.5.2025 | Sportivo Belgrano           | 0 - 0 | Ben Hur                  | 26.5.2025 | Ben Hur                  | 0 - 0 | Gimnasia y Esgrima (C)      | 1.6.2025  |

| 9 de Julio (R)              | 3 - 1 | Sportivo Belgrano    | 7.6.2025 | Douglas Haig         | 1 - 0 | Gimnasia y Esgrima (CdU)    | 14.6.2025 | Independiente (C)           | 0 - 0 | Douglas Haig           | 22.6.2025 |
| Gimnasia y Esgrima (CdU)    | 3 - 0 | Independiente (C)    | 8.6.2025 | Independiente (C)    | 2 - 0 | 9 de Julio (R)              | 14.6.2025 | Defensores de Belgrano (VR) | 0 - 2 | Sportivo Las Parejas   | 22.6.2025 |
| Defensores de Belgrano (VR) | 1 - 1 | Douglas Haig         | 8.6.2025 | Sportivo Las Parejas | 3 - 1 | El Linqueño                 | 15.6.2025 | Gimnasia y Esgrima (CdU)    | 2 - 0 | Ben Hur                | 22.6.2025 |
| El Linqueño                 | 1 - 0 | Ben Hur              | 8.6.2025 | Sportivo Belgrano    | 0 - 0 | Gimnasia y Esgrima (C)      | 15.6.2025 | El Linqueño                 | 1 - 0 | Sportivo Belgrano      | 22.6.2025 |
| Gimnasia y Esgrima (C)      | 2 - 2 | Sportivo Las Parejas | 8.6.2025 | Ben Hur              | 2 - 0 | Defensores de Belgrano (VR) | 15.6.2025 | 9 de Julio (R)              | 2 - 0 | Gimnasia y Esgrima (C) | 22.6.2025 |

| Ben Hur                | 0 - 0 | Independiente (C)           | 27.6.2025 | Independiente (C)           | 1 - 0 | Sportivo Las Parejas   | 5.7.2025 | Sportivo Belgrano      | 0 - 0 | Independiente (C)           | 11.7.2025 |
| Gimnasia y Esgrima (C) | 1 - 1 | El Linqueño                 | 28.6.2025 | Gimnasia y Esgrima (CdU)    | 0 - 0 | Sportivo Belgrano      | 6.7.2025 | El Linqueño            | 0 - 0 | Defensores de Belgrano (VR) | 13.7.2025 |
| Sportivo Las Parejas   | 2 - 1 | Gimnasia y Esgrima (CdU)    | 28.6.2025 | 9 de Julio (R)              | 1 - 1 | El Linqueño            | 6.7.2025 | Gimnasia y Esgrima (C) | 1 - 0 | Gimnasia y Esgrima (CdU)    | 13.7.2025 |
| Sportivo Belgrano      | 0 - 1 | Defensores de Belgrano (VR) | 29.6.2025 | Defensores de Belgrano (VR) | 0 - 1 | Gimnasia y Esgrima (C) | 6.7.2025 | Sportivo Las Parejas   | 0 - 0 | Douglas Haig                | 13.7.2025 |
| Douglas Haig           | 0 - 1 | 9 de Julio (R)              | 29.6.2025 | Douglas Haig                | 2 - 2 | Ben Hur                | 6.7.2025 | Ben Hur                | 0 - 1 | 9 de Julio (R)              | tav.      |

### Zona 4

#### Classifica
| Pos. | Squadra            | Pt | G  | V  | N | P  | GF | GS | DR  |
| ---- | ------------------ | -- | -- | -- | - | -- | -- | -- | --- |
| 1.   | Sarmiento (LB)     | 32 | 16 | 10 | 2 | 4  | 21 | 11 | 10  |
| 2.   | San Martín (F)     | 31 | 16 | 8  | 7 | 1  | 29 | 9  | 20  |
| 3.   | Atlético Rafaela   | 26 | 16 | 7  | 5 | 4  | 19 | 15 | 4   |
| 4.   | Juv. Antoniana     | 23 | 16 | 6  | 5 | 5  | 19 | 15 | 4   |
| 5.   | Bartolomé Mitre    | 21 | 16 | 5  | 6 | 5  | 15 | 14 | 1   |
| 6.   | Sol de América (F) | 20 | 16 | 5  | 5 | 6  | 21 | 19 | 2   |
| 7.   | Sarmiento (R)      | 18 | 16 | 4  | 6 | 6  | 12 | 22 | −10 |
| 8.   | Boca Unidos        | 12 | 16 | 2  | 6 | 8  | 16 | 27 | −11 |
| 9.   | Crucero (M)        | 10 | 16 | 2  | 4 | 10 | 10 | 30 | −20 |

Legenda
      Squadre qualificate alla Segunda fase.
      Squadre qualificate alla Primera etapa della Reválida.
Note
Fonte: Solo Ascenso
3 punti per la vittoria, 1 punto per il pareggio.
A parità di punti, valgono i seguenti criteri: 1) Spareggio (solo per determinare la vincente del campionato; 2) differenza reti; 3) gol fatti; 4) punti negli scontri diretti; 5) differenza reti negli scontri diretti; 6) gol fatti negli scontri diretti.

#### Risultati

##### Girone di andata
| Juventud Antoniana     | 1 - 0                  | Sarmiento (LB)         | 14.3.2025              | Atlético de Rafaela        | 1 - 0                      | Juventud Antoniana         | 22.3.2025                  | Juventud Antoniana  | 2 - 2               | Sol de América (F)  | 28.3.2025           |
| Sol de América (F)     | 3 - 1                  | Atlético de Rafaela    | 16.3.2025              | Boca Unidos                | 0 - 3                      | San Martín (F)             | 23.3.2025                  | Crucero del Norte   | 3 - 2               | Atlético de Rafaela | 29.3.2025           |
| Crucero del Norte      | 1 - 3                  | Bartolomé Mitre (P)    | 16.3.2025              | Bartolomé Mitre (P)        | 1 - 0                      | Sarmiento (R)              | 23.3.2025                  | San Martín (F)      | 1 - 0               | Bartolomé Mitre (P) | 30.3.2025           |
| Sarmiento (R)          | 2 - 1                  | Boca Unidos            | 16.3.2025              | Sarmiento (LB)             | 4 - 1                      | Crucero del Norte          | 23.3.2025                  | Sarmiento (R)       | 1 - 3               | Sarmiento (LB)      | 30.3.2025           |
| Riposa: San Martín (F) | Riposa: San Martín (F) | Riposa: San Martín (F) | Riposa: San Martín (F) | Riposa: Sol de América (F) | Riposa: Sol de América (F) | Riposa: Sol de América (F) | Riposa: Sol de América (F) | Riposa: Boca Unidos | Riposa: Boca Unidos | Riposa: Boca Unidos | Riposa: Boca Unidos |

| Atlético de Rafaela        | 2 - 1                      | Sarmiento (R)              | 4.4.2025                   | Crucero del Norte           | 1 - 0                       | Juventud Antoniana          | 12.4.2025                   | Sarmiento (LB)            | 1 - 0                     | Bartolomé Mitre (P)       | 18.4.2025                 |
| Sol de América (F)         | 4 - 0                      | Crucero del Norte          | 6.4.2025                   | Sarmiento (R)               | 1 - 0                       | Sol de América (F)          | 12.4.2025                   | Juventud Antoniana        | 3 - 0                     | Sarmiento (R)             | 18.4.2025                 |
| Bartolomé Mitre (P)        | 1 - 1                      | Boca Unidos                | 6.4.2025                   | Boca Unidos                 | 2 - 1                       | Sarmiento (LB)              | 13.4.2025                   | Atlético de Rafaela       | 2 - 0                     | Boca Unidos               | 19.4.2025                 |
| Sarmiento (LB)             | 1 - 0                      | San Martín (F)             | 6.4.2025                   | San Martín (F)              | 1 - 1                       | Atlético de Rafaela         | 13.4.2025                   | Sol de América (F)        | 1 - 1                     | San Martín (F)            | 20.4.2025                 |
| Riposa: Juventud Antoniana | Riposa: Juventud Antoniana | Riposa: Juventud Antoniana | Riposa: Juventud Antoniana | Riposa: Bartolomé Mitre (P) | Riposa: Bartolomé Mitre (P) | Riposa: Bartolomé Mitre (P) | Riposa: Bartolomé Mitre (P) | Riposa: Crucero del Norte | Riposa: Crucero del Norte | Riposa: Crucero del Norte | Riposa: Crucero del Norte |

| Boca Unidos            | 2 - 0                  | Sol de América (F)     | 26.4.2025              | Juventud Antoniana    | 2 - 1                 | Boca Unidos           | 2.5.2025              | San Martín (F)              | 5 - 0                       | Sarmiento (R)               | 10.5.2025                   |
| San Martín (F)         | 0 - 0                  | Juventud Antoniana     | 26.4.2025              | Atlético de Rafaela   | 2 - 1                 | Sarmiento (LB)        | 3.5.2025              | Boca Unidos                 | 2 - 2                       | Crucero del Norte           | 11.5.2025                   |
| Bartolomé Mitre (P)    | 0 - 1                  | Atlético de Rafaela    | 26.4.2025              | Sol de América (F)    | 0 - 1                 | Bartolomé Mitre (P)   | 4.5.2025              | Bartolomé Mitre (P)         | 2 - 0                       | Juventud Antoniana          | 11.5.2025                   |
| Sarmiento (R)          | 0 - 0                  | Crucero del Norte      | 27.4.2025              | Crucero del Norte     | 0 - 1                 | San Martín (F)        | 4.5.2025              | Sarmiento (LB)              | 2 - 1                       | Sol de América (F)          | 11.5.2025                   |
| Riposa: Sarmiento (LB) | Riposa: Sarmiento (LB) | Riposa: Sarmiento (LB) | Riposa: Sarmiento (LB) | Riposa: Sarmiento (R) | Riposa: Sarmiento (R) | Riposa: Sarmiento (R) | Riposa: Sarmiento (R) | Riposa: Atlético de Rafaela | Riposa: Atlético de Rafaela | Riposa: Atlético de Rafaela | Riposa: Atlético de Rafaela |

##### Girone di ritorno
| Atlético de Rafaela    | 1 - 0                  | Sol de América (F)     | 17.5.2025              | Juventud Antoniana         | 2 - 0                      | Atlético de Rafaela        | 23.5.2025                  | Sarmiento (LB)      | 0 - 0               | Sarmiento (R)       | 30.5.2025           |
| Boca Unidos            | 0 - 0                  | Sarmiento (R)          | 18.5.2025              | San Martín (F)             | 3 - 0                      | Boca Unidos                | 24.5.2025                  | Atlético de Rafaela | 3 - 0               | Crucero del Norte   | 31.5.2025           |
| Bartolomé Mitre (P)    | 0 - 0                  | Crucero del Norte      | 18.5.2025              | Crucero del Norte          | 0 - 2                      | Sarmiento (LB)             | 25.5.2025                  | Bartolomé Mitre (P) | 1 - 1               | San Martín (F)      | 1.6.2025            |
| Sarmiento (LB)         | 2 - 1                  | Juventud Antoniana     | 18.5.2025              | Sarmiento (R)              | 3 - 3                      | Bartolomé Mitre (P)        | 25.5.2025                  | Sol de América (F)  | 1 - 1               | Juventud Antoniana  | 1.6.2025            |
| Riposa: San Martín (F) | Riposa: San Martín (F) | Riposa: San Martín (F) | Riposa: San Martín (F) | Riposa: Sol de América (F) | Riposa: Sol de América (F) | Riposa: Sol de América (F) | Riposa: Sol de América (F) | Riposa: Boca Unidos | Riposa: Boca Unidos | Riposa: Boca Unidos | Riposa: Boca Unidos |

| Crucero del Norte          | 0 - 1                      | Sol de América (F)         | 7.6.2025                   | Atlético de Rafaela         | 1 - 1                       | San Martín (F)              | 13.6.2025                   | Sarmiento (R)             | 2 - 1                     | Juventud Antoniana        | 20.6.2025                 |
| Sarmiento (R)              | 0 - 0                      | Atlético de Rafaela        | 7.6.2025                   | Juventud Antoniana          | 1 - 0                       | Crucero del Norte           | 13.6.2025                   | Boca Unidos               | 2 - 2                     | Atlético de Rafaela       | 22.6.2025                 |
| Boca Unidos                | 1 - 2                      | Bartolomé Mitre (P)        | 8.6.2025                   | Sol de América (F)          | 2 - 0                       | Sarmiento (R)               | 15.6.2025                   | San Martín (F)            | 4 - 1                     | Sol de América (F)        | 22.6.2025                 |
| San Martín (F)             | 1 - 0                      | Sarmiento (LB)             | 8.6.2025                   | Sarmiento (LB)              | 1 - 0                       | Boca Unidos                 | 15.6.2025                   | Bartolomé Mitre (P)       | 0 - 1                     | Sarmiento (LB)            | 23.6.2025                 |
| Riposa: Juventud Antoniana | Riposa: Juventud Antoniana | Riposa: Juventud Antoniana | Riposa: Juventud Antoniana | Riposa: Bartolomé Mitre (P) | Riposa: Bartolomé Mitre (P) | Riposa: Bartolomé Mitre (P) | Riposa: Bartolomé Mitre (P) | Riposa: Crucero del Norte | Riposa: Crucero del Norte | Riposa: Crucero del Norte | Riposa: Crucero del Norte |

| Sol de América (F)     | 3 - 1                  | Boca Unidos            | 27.6.2025              | Boca Unidos           | 2 - 2                 | Juventud Antoniana    | 5.7.2025              | Crucero del Norte           | 1 - 1                       | Boca Unidos                 | 12.7.2025                   |
| Juventud Antoniana     | 1 - 1                  | San Martín (F)         | 27.6.2025              | Bartolomé Mitre (P)   | 1 - 1                 | Sol de América (F)    | 5.7.2025              | Sol de América (F)          | 1 - 1                       | Sarmiento (LB)              | 13.7.2025                   |
| Atlético de Rafaela    | 0 - 0                  | Bartolomé Mitre (P)    | 28.6.2025              | San Martín (F)        | 5 - 1                 | Crucero del Norte     | 6.7.2025              | Sarmiento (R)               | 1 - 1                       | San Martín (F)              | 13.7.2025                   |
| Crucero del Norte      | 0 - 1                  | Sarmiento (R)          | 28.6.2025              | Sarmiento (LB)        | 1 - 0                 | Atlético de Rafaela   | 6.7.2025              | Juventud Antoniana          | 2 - 0                       | Bartolomé Mitre (P)         | 13.7.2025                   |
| Riposa: Sarmiento (LB) | Riposa: Sarmiento (LB) | Riposa: Sarmiento (LB) | Riposa: Sarmiento (LB) | Riposa: Sarmiento (R) | Riposa: Sarmiento (R) | Riposa: Sarmiento (R) | Riposa: Sarmiento (R) | Riposa: Atlético de Rafaela | Riposa: Atlético de Rafaela | Riposa: Atlético de Rafaela | Riposa: Atlético de Rafaela |

## Segunda fase
Le 18 squadre qualificate dalla Primera fase sono state raggruppate in due gruppi da 9 squadre ognuno: la Zona A è composta delle 5 squadre classificate dalla Zona 1 con le 4 squadre classificate dalla Zona 2; la Zona B viene composta dalle 4 squadre classificate dalla Zona 3 e dalla Zona 4, insieme alla 5ª classificata della Zona 2. Ogni squadra affronta le rispettive avversarie in un girone di sola andata. Le prime 4 squadre classificate di ogni girone si qualificano alla Tercera fase, mentre le restanti passano a disputare la Segunda etapa della Reválida.
Per quanto riguarda la Zona B si attende la decisione del Tribunal de Disciplina del Consejo Federal della AFA in merito alla gara tra Ben Hur e 9 de Julio, valevole per la 18ª giornata della Primera fase della Zona 3; la partita risulta infatti decisiva per determinare la nona squadra qualificata nella Zona B della Seguna fase.

### Zona A

#### Classifica
Dati aggiornati al 18 agosto 2025.
| Pos. | Squadra           | Pt | G | V | N | P | GF | GS | DR |
| ---- | ----------------- | -- | - | - | - | - | -- | -- | -- |
| 1.   | Olimpo            | 11 | 5 | 3 | 2 | 0 | 6  | 2  | +4 |
| 2.   | Argentino (MM)    | 9  | 4 | 3 | 0 | 1 | 7  | 3  | +4 |
| 3.   | Ciudad de Bolívar | 8  | 4 | 2 | 2 | 0 | 5  | 1  | +4 |
| 4.   | Atenas (RC)       | 7  | 5 | 1 | 4 | 0 | 3  | 2  | +1 |
| 5.   | Costa Brava (GP)  | 5  | 4 | 1 | 2 | 1 | 2  | 3  | -1 |
| 6.   | Dep. Rincón       | 5  | 5 | 1 | 2 | 2 | 1  | 4  | -3 |
| 7.   | Cipolletti        | 4  | 4 | 1 | 1 | 2 | 3  | 4  | -1 |
| 8.   | Villa Mitre       | 2  | 5 | 0 | 2 | 3 | 1  | 5  | -4 |
| 9.   | Kimberley (MdP)   | 1  | 4 | 0 | 1 | 3 | 2  | 6  | -4 |

Legenda
      Squadre qualificate alla Tercera fase.
      Squadre qualificate alla Segunda etapa della Reválida.
Note
Fonte: Solo Ascenso
3 punti per la vittoria, 1 punto per il pareggio.
A parità di punti, valgono i seguenti criteri: 1) Spareggio (solo per determinare la vincente del campionato; 2) differenza reti; 3) gol fatti; 4) punti negli scontri diretti; 5) differenza reti negli scontri diretti; 6) gol fatti negli scontri diretti.

#### Risultati
Dati aggiornati al 18 agosto 2025.
| Ciudad de Bolívar  | 2 - 0              | Deportivo Rincón   | 19.7.2025          | Kimberley           | 0 - 1               | Olimpo              | 25.7.2025           | Ciudad de Bolívar      | 0 - 0                  | Costa Brava            | 2.8.2025               |
| Costa Brava        | 1 - 0              | Villa Mitre        | 20.7.2025          | Deportivo Rincón    | 0 - 0               | Atenas (RC)         | 26.7.2025           | Atenas (RC)            | 1 - 0                  | Villa Mitre            | 2.8.2025               |
| Olimpo             | 2 - 1              | Argentino (MM)     | 20.7.2025          | Villa Mitre         | 0 - 2               | Ciudad de Bolívar   | 27.7.2025           | Olimpo                 | 0 - 0                  | Deportivo Rincón       | 3.8.2025               |
| Atenas (RC)        | 0 - 0              | Kimberley          | 20.7.2025          | Argentino (MM)      | 2 - 0               | Cipolletti          | 27.7.2025           | Cipolletti             | 3 - 1                  | Kimberley              | 3.8.2025               |
| Riposa: Cipolletti | Riposa: Cipolletti | Riposa: Cipolletti | Riposa: Cipolletti | Riposa: Costa Brava | Riposa: Costa Brava | Riposa: Costa Brava | Riposa: Costa Brava | Riposa: Argentino (MM) | Riposa: Argentino (MM) | Riposa: Argentino (MM) | Riposa: Argentino (MM) |

| Kimberley                 | 1 - 2                     | Argentino (MM)            | 9.8.2025                  | Atenas (RC)       | 1 - 1             | Ciudad de Bolívar | 16.8.2025         |         |         |         |         |
| Deportivo Rincón          | 1 - 0                     | Cipolletti                | 9.8.2025                  | Argentino (MM)    | 2 - 0             | Deportivo Rincón  | 17.8.2025         |         |         |         |         |
| Costa Brava               | 1 - 1                     | Atenas (RC)               | 10.8.2025                 | Cipolletti        | 0 - 0             | Villa Mitre       | 17.8.2025         |         |         |         |         |
| Villa Mitre               | 1 - 1                     | Olimpo                    | 10.8.2025                 | Olimpo            | 2 - 0             | Costa Brava       | 17.8.2025         |         |         |         |         |
| Riposa: Ciudad de Bolívar | Riposa: Ciudad de Bolívar | Riposa: Ciudad de Bolívar | Riposa: Ciudad de Bolívar | Riposa: Kimberley | Riposa: Kimberley | Riposa: Kimberley | Riposa: Kimberley | Riposa: | Riposa: | Riposa: | Riposa: |

### Zona B

#### Classifica
Dati aggiornati al 18 agosto 2025.
| Pos. | Squadra           | Pt | G | V | N | P | GF | GS | DR |
| ---- | ----------------- | -- | - | - | - | - | -- | -- | -- |
| 1.   | Atlético Rafaela  | 10 | 4 | 3 | 1 | 0 | 6  | 2  | 4  |
| 2.   | Sp. Belgrano (SF) | 9  | 4 | 3 | 0 | 1 | 7  | 4  | 3  |
| 3.   | Gimnasia (C)      | 8  | 5 | 2 | 2 | 1 | 5  | 4  | 1  |
| 4.   | San Martín (F)    | 8  | 5 | 2 | 2 | 1 | 6  | 6  | 0  |
| 5.   | Sarmiento (LB)    | 7  | 4 | 2 | 1 | 1 | 4  | 4  | 0  |
| 6.   | 9 de Julio (R)    | 6  | 4 | 1 | 3 | 0 | 4  | 2  | 2  |
| 7.   | Juv. Antoniana    | 4  | 4 | 1 | 1 | 2 | 4  | 5  | −1 |
| 8.   | Independiente (C) | 2  | 5 | 0 | 2 | 3 | 6  | 10 | −4 |
| 9.   | Douglas Haig      | 0  | 5 | 0 | 0 | 5 | 2  | 7  | −5 |

Legenda
      Squadre qualificate alla Tercera fase.
      Squadre qualificate alla Segunda etapa della Reválida.
Note
Fonte: Solo Ascenso
3 punti per la vittoria, 1 punto per il pareggio.
A parità di punti, valgono i seguenti criteri: 1) Spareggio (solo per determinare la vincente del campionato; 2) differenza reti; 3) gol fatti; 4) punti negli scontri diretti; 5) differenza reti negli scontri diretti; 6) gol fatti negli scontri diretti.

#### Risultati
Dati aggiornati al 18 agosto 2025.
| Independiente (C)          | 1 - 1                      | 9 de Julio (R)             | 20.7.2025                  | San Martín (F)            | 0 - 0                     | Atlético de Rafaela       | 26.7.2025                 | Juventud Antoniana     | 3 - 1                  | Sarmiento (LB)         | 1.8.2025               |
| Douglas Haig               | 0 - 1                      | Sarmiento (LB)             | 20.7.2025                  | Gimnasia y Esgrima (C)    | 1 - 0                     | Douglas Haig              | 27.7.2025                 | Independiente (C)      | 1 - 1                  | Gimnasia y Esgrima (C) | 3.8.2025               |
| Atlético de Rafaela        | 2 - 1                      | Gimnasia y Esgrima (C)     | 20.7.2025                  | 9 de Julio (R)            | 2 - 0                     | Juventud Antoniana        | 27.7.2025                 | Atlético de Rafaela    | 2 - 0                  | Sportivo Belgrano      | 3.8.2025               |
| Sportivo Belgrano          | 3 - 0                      | San Martín (F)             | 20.7.2025                  | Sarmiento (LB)            | 2 - 1                     | Independiente (C)         | 27.7.2025                 | Douglas Haig           | 1 - 2                  | San Martín (F)         | 3.8.2025               |
| Riposa: Juventud Antoniana | Riposa: Juventud Antoniana | Riposa: Juventud Antoniana | Riposa: Juventud Antoniana | Riposa: Sportivo Belgrano | Riposa: Sportivo Belgrano | Riposa: Sportivo Belgrano | Riposa: Sportivo Belgrano | Riposa: 9 de Julio (R) | Riposa: 9 de Julio (R) | Riposa: 9 de Julio (R) | Riposa: 9 de Julio (R) |

| Gimnasia y Esgrima (C)      | 1 - 0                       | Juventud Antoniana          | 10.8.2025                   | Independiente (C)      | 2 - 3                  | Sportivo Belgrano      | 16.8.2025              |         |         |         |         |
| San Martín (F)              | 3 - 1                       | Independiente (C)           | 10.8.2025                   | 9 de Julio (R)         | 1 - 1                  | Gimnasia y Esgrima (C) | 17.8.2025              |         |         |         |         |
| Sarmiento (LB)              | 0 - 0                       | 9 de Julio (R)              | 10.8.2025                   | Douglas Haig           | 1 - 2                  | Atlético de Rafaela    |                        |         |         |         |         |
| Sportivo Belgrano           | 1 - 0                       | Douglas Haig                | 10.8.2025                   | Juventud Antoniana     | 1 - 1                  | San Martín (F)         |                        |         |         |         |         |
| Riposa: Atlético de Rafaela | Riposa: Atlético de Rafaela | Riposa: Atlético de Rafaela | Riposa: Atlético de Rafaela | Riposa: Sarmiento (LB) | Riposa: Sarmiento (LB) | Riposa: Sarmiento (LB) | Riposa: Sarmiento (LB) | Riposa: | Riposa: | Riposa: | Riposa: |

## Reválida

### Primera Etapa
Le 20 squadre che non si sono qualificate alla Segunda fase sono state raggruppate in due gironi da 10 squadre ognuno: la Zona A composta dalle squadre provenienti dalla Zona 1 e dalla Zona 2; la Zona B composta dalle squadre provenienti dalla Zona 3 e Zona 4. Ogni squadra affronta le rispettive avversarie della zona di appartenenza in un girone di sola andata. Le squadre classificatesi tra la 1ª e la 6ª posizione di ogni girone ottengono l'accesso alla Segunda etapa, mentre le restanti vengono eliminate dal torneo.

#### Zona A

##### Classifica
Dati aggiornati al 18 agosto 2025.
| Pos. | Squadra          | Pt | G | V | N | P | GF | GS | DR  |
| ---- | ---------------- | -- | - | - | - | - | -- | -- | --- |
| 1.   | San Martín (M)   | 11 | 5 | 3 | 2 | 0 | 7  | 3  | 4   |
| 2.   | Germinal (R)     | 10 | 5 | 3 | 1 | 1 | 4  | 3  | 1   |
| 3.   | Juv. Unida (SL)  | 9  | 5 | 2 | 3 | 0 | 5  | 0  | 5   |
| 4.   | Huracán (LH)     | 9  | 5 | 3 | 0 | 2 | 5  | 4  | 1   |
| 5.   | Guillermo Brown  | 8  | 5 | 2 | 2 | 1 | 4  | 2  | 2   |
| 6.   | Santamarina      | 7  | 5 | 2 | 1 | 2 | 5  | 3  | 2   |
| 7.   | Círculo Dep. (O) | 6  | 5 | 1 | 3 | 1 | 1  | 1  | 0   |
| 8.   | Sol de Mayo (V)  | 6  | 5 | 2 | 0 | 3 | 7  | 9  | −2  |
| 9.   | Estudiantes (SL) | 2  | 5 | 0 | 2 | 3 | 1  | 4  | −3  |
| 10.  | Gutiérrez (M)    | 0  | 5 | 0 | 0 | 5 | 1  | 11 | −10 |

Legenda
      Squadre qualificate alla Segunda Etapa.
Note
Fonte: Solo Ascenso
3 punti per la vittoria, 1 punto per il pareggio.
A parità di punti, valgono i seguenti criteri: 1) Spareggio (solo per determinare la vincente del campionato; 2) differenza reti; 3) gol fatti; 4) punti negli scontri diretti; 5) differenza reti negli scontri diretti; 6) gol fatti negli scontri diretti.

##### Risultati
Dati aggiornati al 18 agosto 2025.
| Ramón Santamarina | 0 - 0 | Juventud Unida Universitario | 20.7.2025 | Círculo Deportivo         | 1 - 0 | Ramón Santamarina            | 26.7.2025 | Ramón Santamarina            | 2 - 0 | Gutiérrez                 | 2.8.2025 |
| Círculo Deportivo | 0 - 0 | Sportivo Estudiantes (SL)    | 20.7.2025 | Gutiérrez                 | 0 - 2 | Juventud Unida Universitario | 26.7.2025 | Guillermo Brown              | 1 - 0 | Sportivo Estudiantes (SL) | 3.8.2025 |
| Guillermo Brown   | 2 - 0 | Sol de Mayo (V)              | 20.7.2025 | Sol de Mayo (V)           | 2 - 1 | Huracán Las Heras            | 27.7.2025 | Juventud Unida Universitario | 3 - 0 | Sol de Mayo (V)           | 3.8.2025 |
| San Martín (SM)   | 2 - 0 | Germinal                     | 20.7.2025 | Germinal                  | 1 - 0 | Guillermo Brown              | 27.7.2025 | Huracán Las Heras            | 1 - 2 | Germinal                  | 3.8.2025 |
| Huracán Las Heras | 1 - 0 | Gutiérrez                    | 20.7.2025 | Sportivo Estudiantes (SL) | 1 - 2 | San Martín (SM)              | 27.7.2025 | San Martín (SM)              | 0 - 0 | Círculo Deportivo         | 3.8.2025 |

| Sol de Mayo (V)           | 5 - 1 | Gutiérrez                    | 9.8.2025  | Gutiérrez                    | 0 - 1 | Germinal                  | 16.8.2025 |  |  |  |  |
| Germinal                  | 0 - 0 | Juventud Unida Universitario | 10.8.2025 | Ramón Santamarina            | 2 - 0 | Sol de Mayo (V)           | 16.8.2025 |  |  |  |  |
| Círculo Deportivo         | 0 - 0 | Guillermo Brown              | 10.8.2025 | Guillermo Brown              | 1 - 1 | San Martín (SM)           | 17.8.2025 |  |  |  |  |
| San Martín (SM)           | 2 - 1 | Ramón Santamarina            | 10.8.2025 | Juventud Unida Universitario | 0 - 0 | Sportivo Estudiantes (SL) | 17.8.2025 |  |  |  |  |
| Sportivo Estudiantes (SL) | 0 - 1 | Huracán Las Heras            | 10.8.2025 | Huracán Las Heras            | 1 - 0 | Círculo Deportivo         | 17.8.2025 |  |  |  |  |

#### Zona B

##### Classifica
Dati aggiornati al 18 agosto 2025.
| Pos. | Squadra            | Pt | G | V | N | P | GF | GS | DR |
| ---- | ------------------ | -- | - | - | - | - | -- | -- | -- |
| 1.   | Boca Unidos        | 12 | 5 | 4 | 0 | 1 | 9  | 1  | 8  |
| 2.   | Sp. Las Parejas    | 10 | 5 | 3 | 1 | 1 | 5  | 3  | 2  |
| 3.   | Sarmiento (R)      | 9  | 5 | 3 | 0 | 2 | 6  | 5  | 1  |
| 4.   | El Linqueño        | 8  | 5 | 2 | 2 | 1 | 4  | 2  | 2  |
| 5.   | Bartolomé Mitre    | 7  | 5 | 2 | 1 | 2 | 3  | 3  | 0  |
| 6.   | Ben Hur            | 7  | 5 | 2 | 1 | 2 | 4  | 6  | −2 |
| 7.   | Defensores (VR)    | 5  | 5 | 1 | 2 | 2 | 4  | 6  | −2 |
| 8.   | Gimnasia (CdU)     | 5  | 5 | 1 | 2 | 2 | 3  | 6  | −3 |
| 9.   | Sol de América (F) | 4  | 5 | 1 | 1 | 3 | 3  | 5  | −2 |
| 10.  | Crucero (M)        | 2  | 5 | 0 | 2 | 3 | 4  | 9  | −5 |

Legenda
      Squadre qualificate alla Segunda Etapa.
Note
Fonte: Solo Ascenso
3 punti per la vittoria, 1 punto per il pareggio.
A parità di punti, valgono i seguenti criteri: 1) Spareggio (solo per determinare la vincente del campionato; 2) differenza reti; 3) gol fatti; 4) punti negli scontri diretti; 5) differenza reti negli scontri diretti; 6) gol fatti negli scontri diretti.

##### Risultati
Dati aggiornati al 18 agosto 2025.
| Sportivo Las Parejas        | 0 - 2 | El Linqueño       | 19.7.2025 | Crucero del Norte   | 2 - 3 | Sol de América (F)          | 26.7.2025 | Sportivo Las Parejas        | 2 - 0 | Crucero del Norte   | 2.8.2025 |
| Sol de América (F)          | 0 - 1 | Sarmiento (R)     | 20.7.2025 | Sarmiento (R)       | 1 - 2 | Sportivo Las Parejas        | 26.7.2025 | Defensores de Belgrano (VR) | 0 - 2 | Boca Unidos         | 3.8.2025 |
| Defensores de Belgrano (VR) | 1 - 1 | Ben Hur           | 20.7.2025 | Boca Unidos         | 3 - 0 | Ben Hur                     | 27.7.2025 | Ben Hur                     | 1 - 0 | El Linqueño         | 3.8.2025 |
| Bartolomé Mitre (P)         | 0 - 0 | Crucero del Norte | 20.7.2025 | Bartolomé Mitre (P) | 2 - 1 | Defensores de Belgrano (VR) | 28.7.2025 | Gimnasia y Esgrima (CdU)    | 1 - 2 | Sarmiento (R)       | 3.8.2025 |
| Gimnasia y Esgrima (CdU)    | 0 - 3 | Boca Unidos       | 20.7.2025 | El Linqueño         | 0 - 0 | Gimnasia y Esgrima (CdU)    | 28.7.2025 | Sol de América (F)          | 0 - 1 | Bartolomé Mitre (P) | 3.8.2025 |

| Crucero del Norte   | 1 - 1 | Gimnasia y Esgrima (CdU)    | 9.8.2025  | Defensores de Belgrano (VR) | 1 - 1 | El Linqueño         | 16.8.2025 |  |  |  |  |
| Sol de América (F)  | 0 - 1 | Defensores de Belgrano (VR) | 9.8.2025  | Boca Unidos                 | 1 - 0 | Sarmiento (R)       | 16.8.2025 |  |  |  |  |
| Sarmiento (R)       | 2 - 1 | Ben Hur                     | 9.8.2025  | Gimnasia y Esgrima (CdU)    | 1 - 0 | Bartolomé Mitre (P) | 17.8.2025 |  |  |  |  |
| Bartolomé Mitre (P) | 0 - 1 | Sportivo Las Parejas        | 10.8.2025 | Sportivo Las Parejas        | 0 - 0 | Sol de América (F)  | 17.8.2025 |  |  |  |  |
| El Linqueño         | 1 - 0 | Boca Unidos                 | 10.8.2025 | Ben Hur                     | 3 - 1 | Crucero del Norte   | 17.8.2025 |  |  |  |  |

## Retrocessioni
Con l'inizio della Primera etapa della Reválida sono state stilate due classifiche per zona che tengono conto dei punti ottenuti da ogni squadra nella Primera fase e nella Primera etapa. Le 2 squadre con la peggior media punti (promedio) di ogni zona al termine della Primera etapa retrocederanno nel Torneo Regional Federal Amateur.

### Zona A
Dati aggiornati al 18 agosto 2025.
| Pos. | Squadra          | PF | PE | PT | G  | P     |
| ---- | ---------------- | -- | -- | -- | -- | ----- |
| 1.   | San Martín (M)   | 21 | 11 | 32 | 21 | 1,523 |
| 2.   | Huracán (LH)     | 21 | 9  | 30 | 21 | 1,428 |
| 3.   | Juv. Unida (SL)  | 20 | 9  | 29 | 21 | 1,380 |
| 4.   | Círculo Dep. (O) | 23 | 6  | 29 | 23 | 1,260 |
| 5.   | Guillermo Brown  | 21 | 8  | 29 | 23 | 1,260 |
| 6.   | Santamarina      | 20 | 7  | 27 | 23 | 1,173 |
| 7.   | Germinal (R)     | 16 | 10 | 26 | 23 | 1,130 |
| 8.   | Sol de Mayo (V)  | 17 | 6  | 23 | 23 | 1,000 |
| 9.   | Estudiantes (SL) | 18 | 2  | 20 | 21 | 0,952 |
| 10.  | Gutiérrez (M)    | 8  | 0  | 8  | 21 | 0,380 |

Legenda
      Squadre retrocesse nel Torneo Regional Federal Amateur.
Note
Fonte: Solo Ascenso
3 punti per la vittoria, 1 punto per il pareggio.
A parità di punti, valgono i seguenti criteri: 1) Spareggio (solo per determinare la vincente del campionato; 2) differenza reti; 3) gol fatti; 4) punti negli scontri diretti; 5) differenza reti negli scontri diretti; 6) gol fatti negli scontri diretti.

### Zona B
Dati aggiornati al 18 agosto 2025.
| Pos. | Squadra            | PF | PE | PT | G  | P     |
| ---- | ------------------ | -- | -- | -- | -- | ----- |
| 1.   | Sp. Las Parejas    | 22 | 10 | 32 | 23 | 1,391 |
| 2.   | Bartolomé Mitre    | 21 | 7  | 28 | 21 | 1,333 |
| 3.   | Sarmiento (R)      | 18 | 9  | 27 | 21 | 1,285 |
| 4.   | El Linqueño        | 19 | 8  | 27 | 23 | 1,173 |
| 5.   | Sol de América (F) | 20 | 4  | 24 | 21 | 1,142 |
| 6.   | Boca Unidos        | 12 | 12 | 24 | 21 | 1,142 |
| 7.   | Ben Hur            | 18 | 7  | 25 | 23 | 1,086 |
| 8.   | Defensores (VR)    | 20 | 5  | 25 | 23 | 1,086 |
| 9.   | Gimnasia (CdU)     | 20 | 5  | 25 | 23 | 1,086 |
| 10.  | Crucero (M)        | 10 | 2  | 12 | 21 | 0,571 |

Legenda
      Squadre retrocesse nel Torneo Regional Federal Amateur.
Note
Fonte: Solo Ascenso
3 punti per la vittoria, 1 punto per il pareggio.
A parità di punti, valgono i seguenti criteri: 1) Spareggio (solo per determinare la vincente del campionato; 2) differenza reti; 3) gol fatti; 4) punti negli scontri diretti; 5) differenza reti negli scontri diretti; 6) gol fatti negli scontri diretti.

## Statistiche
Dati aggiornati al 11 agosto 2025.

### Classifica marcatori
| Gol |  |  | Giocatore           | Squadra         |
| --- |  |  | ------------------- | --------------- |
| 11  |  |  | Cristian Ibarra     | Cipolletti      |
| 9   |  |  | Germán Sosa         | Gimnasia (C)    |
| 9   |  |  | Matías Vicedo       | San Martín (F)  |
| 8   |  |  | Khalil Caraballo    | Guillermo Brown |
| 8   |  |  | Lucas Albertengo    | Atl. Rafaela    |
| 8   |  |  | Rodrigo Herrera     | Sarmiento (LB)  |
| 7   |  |  | Imanol Iriberri     | Circulo Dep.    |
| 7   |  |  | Jerónimo Gutiérrez  | Costa Brava     |
| 7   |  |  | Martín Schlotthauer | Bartolomé Mitre |